# Ashland (Schuylkill County, Pennsylvania)
Ashland ist eine Kleinstadt (Borough) im Schuylkill County im Osten des US-Bundesstaats Pennsylvania. Das U.S. Census Bureau hat bei der Volkszählung 2020 eine Einwohnerzahl von 2.471 ermittelt. 
Ashland wurde im Jahre 1846 erstmals besiedelt und 1857 als selbstverwaltende Borough inkorporiert. Er verdankt seine Entstehung der Anthrazitkohle und seinen Niedergang nach der Weltwirtschaftskrise und besonders nach dem Zweiten Weltkrieg der schwindenden Bedeutung des Untertagekohlebergbaus.

## Geographie
Der Ort liegt in einem engen, von Nordosten nach Südwesten verlaufenden Tal inmitten des Anthrazitkohlereviers – genauer gesagt im sogenannten Western Middle Anthracite Coal Field – von Ost-Pennsylvania in der Valley and Ridge-Zone der Appalachen, im äußersten Norden des Schuylkill County; ein geringer Teil, weniger als 1 Prozent, im Nordwesten der Gemeindegemarkung gehört zum Columbia County. Etwa 25 km südöstlich befindet sich Pottsville, der County Seat von Schuylkill County.
Das Gebiet um die Gemeinde ist bergig und weitgehend bewaldet, aber auch mit den Resten ehemaliger Anthrazitbergwerke und besonders mit den landschaftlichen Wunden aufgegebener und kaum rekultivierter Tagebaugruben durchsetzt. Die Stadt selbst wird im Osten vom Mahanoy Creek durchflossen, einem 83 km langen und orographisch linken Nebenfluss des Susquehanna.
Ashland wird von zwei Staats-Straßen durchquert, der in Ost-West-Richtung im Tal verlaufenden Pennsylvania Route 54 und der von Norden nach Süden die Bergketten überquerenden Pennsylvania Route 61, die etwa 10 km weiter östlich Anschluss an die Interstate 81 zwischen Harrisburg im Südwesten und Wilkes-Barre im Nordosten bietet. Im Ort verlaufen die beiden auf etwa 1,5 km Länge gemeinsam entlang der Centre Street, Ashlands Hauptstraße. Unmittelbar nördlich des Orts führt eine Umleitung der Route 61 durch den aufgegebenen Ort Byrnesville um den seit 1962 schwelenden Kohlebrand in Kohleflözen bei der praktisch verlassenen Stadt Centralia.

## Geschichte
An einer in den Jahren 1808–1814 angelegten Mautstraße von Reading nach Sunbury, dem sogenannten Centre Turnpike, baute Jacob Rotenberger um 1820 eine einfache Herberge mit Stallungen an der Stelle, wo sich heute Ashland befindet. Dabei blieb es ein Viertel Jahrhundert lang bis 1845, als drei Investoren etwa 320 Hektar in der damals unbewohnten Gegend kauften, da sie überzeugt waren, dort Kohle zu finden. 1846 wurden die ersten Abbaustollen angelegt und 1847 wurde ein erster Straßen- und Bebauungsplan für Ashland angelegt. Nach langsamem Beginn setzte ab 1850, als lediglich 224 Einwohner gezählt wurden, ein reger Zustrom von Arbeit suchenden Leuten ein, zumeist neue Einwanderer aus Irland, Deutschland und Osteuropa. 1852 und 1853 wurden zwei neue Bergwerke eröffnet und 1854 wurde die erste Kohleladung per Eisenbahn verladen. Ein Postamt wurde schon 1853 gebaut, die erste Schule 1854, die erste Kirche 1855. 1857 hatte der Ort bereits 3500 Einwohner und wurde aus der Butler Township ausgegliedert und als selbstverwaltende Borough inkorporiert.
Mit dem insbesondere nach dem Sezessionskrieg 1861–1865 rapide ansteigenden Bedarf an Kohle stieg auch die Kohleförderung im Anthrazitrevier von Pennsylvania. Dies spiegelte sich in Ashland u. a. in der wachsenden Zahl von kleinen oder mittelgroßen Bergwerken und der schnell wachsenden Einwohnerzahl wider, bald aber auch in der Übernahme von vielen dieser Unternehmen durch die Philadelphia & Reading Coal & Iron Company, eine 1871 gegründete Tochtergesellschaft der Philadelphia & Reading Railroad, die von 1871 bis in die 1920er Jahre der größte Produzent von Anthrazitkohle in den Vereinigten Staaten war.
Die nahezu totale Abhängigkeit von der Kohle verursachte aber auch eine lange Depression in den 1870er Jahren (Große Depression (1873–1896)) und erneut nach der durch die Insolvenz der Philadelphia & Reading Railroad im Februar 1893 ausgelösten Panik von 1893 und in der danach bis 1897 dauernden Depression. Der insbesondere ab 1893 durch die Schließung vieler von der Philadelphia & Reading Coal & Iron Company abhängigen Bergwerke verursachte Verlust an Arbeitsplätzen führte zu einem drastischen Rückgang der Bevölkerung von Ashland von rund 8900 im Jahre 1893 auf nur noch 6438 im Jahre 1900. Zunehmender Wettbewerb durch Koks und Petroleum trug ebenfalls zum Rückgang von Nachfrage und Produktion von Anthrazitkohle bei, und nach einem kurzen Aufschwung im Ersten Weltkrieg brachte die Weltwirtschaftskrise schließlich das Ende des Kohlebergbaus in Ashland – abgesehen von den in der Folge von entlassenen Bergleuten betriebenen unlizenzierten „Wildcat-“ oder „Bootleg“-Minen. 1931 wurde die Arbeit in der Pioneer Tunnel Colliery der Philadelphia & Reading Coal & Iron Corporation am 475 m hohen Mahanoy Mountain im Süden von Ashland eingestellt. Die Bevölkerung des Orts, die 1930 noch einmal auf 7164 angewachsen war, sank in der Folge immer weiter, auf nur noch 5237 im Jahre 1960, 3283 zur Jahrtausendwende und nur noch 2678 im Jahre 2018.

## Bevölkerungsentwicklung
| Jahr | Einwohner |
| ---- | --------- |
| 1850 | 224       |
| 1860 | 3880      |
| 1870 | 5714      |
| 1880 | 6052      |
| 1890 | 7346      |
| 1893 | ~8900     |
| 1900 | 6438      |

| Jahr | Einwohner |
| ---- | --------- |
| 1910 | 6855      |
| 1920 | 6686      |
| 1930 | 7164      |
| 1940 | 7045      |
| 1950 | 6192      |
| 1960 | 5237      |

| Jahr | Einwohner |
| ---- | --------- |
| 1970 | 4737      |
| 1980 | 4235      |
| 1990 | 3859      |
| 2000 | 3283      |
| 2010 | 2817      |
| 2020 | 2471      |

## Heute
Heute erinnern neben einer schon vor langer Zeit aufgegebenen Tagebaugrube unmittelbar nordwestlich des Orts ein Besucherbergwerk, eine Museumsbahn und ein kleines Museum an die Bergbaugeschichte der Stadt.
- Die 1931 stillgelegte Pioneer Tunnel Mine wurde im Sommer 1963 als Schaubergwerk wiedereröffnet, da man sich davon eine Belebung der örtlichen Wirtschaft erhoffte. Dort (19th und Oak Streets) kann man seitdem auf einer ehemaligen Grubenbahn in den Stollen einfahren und sich bei einer halbstündigen Tour über die Arbeitsbedingungen der Bergleute informieren.[7]

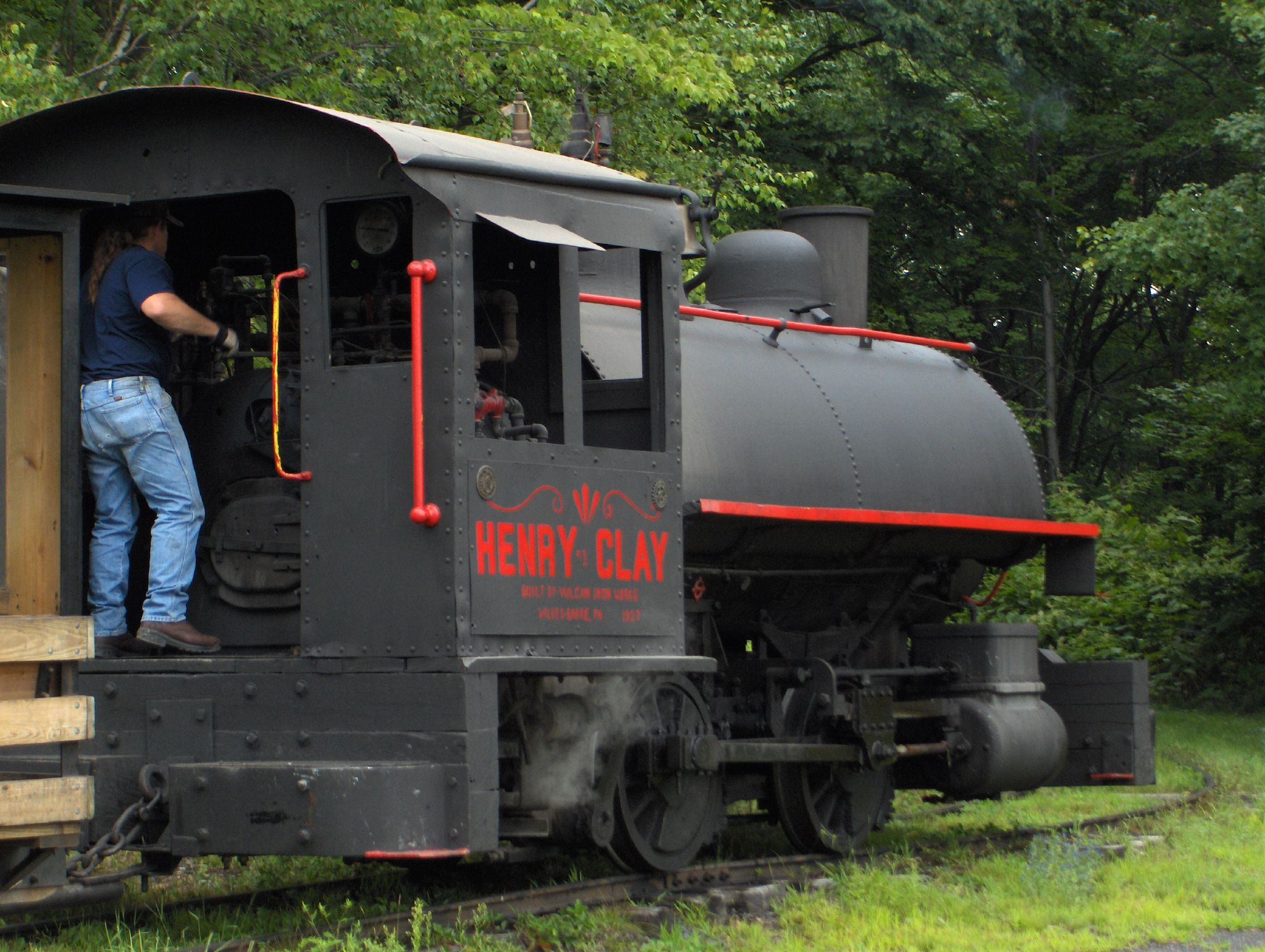
Die Dampflokomotive Henry Clay

- Neben dem Eingang zum Bergwerk befindet sich die Abfahrtstelle der 1927 gebauten Dampflokomotive „Henry Clay 1“, die einen kleinen Schmalspurzug von vier umgebauten ehemaligen Kohlewagen und einem Kaboose etwa 1,2 km um die Nord- und Ostseite des Mahanoy Mountains zieht; am Endpunkt der 10-minütigen Fahrt erwartet Besucher der Anblick einer 50 m hohen und sich scheinbar endlos nach Westen erstreckenden Fels- und Kohlewand, die vom längst aufgegebenen Tagebau Mammoth Vein Stripping hinterlassen wurde.[8][9]
- Etwa 200 Meter nordöstlich des Besucherbergwerks steht im Ort (18th und Pine Streets) das kleine „Museum of Anthracite Mining“, in dem die Geschichte des Anthrazit-Bergbaus in der Gegend erleutert und Werkzeug und Ausrüstung der Bergleute gezeigt werden.[10]

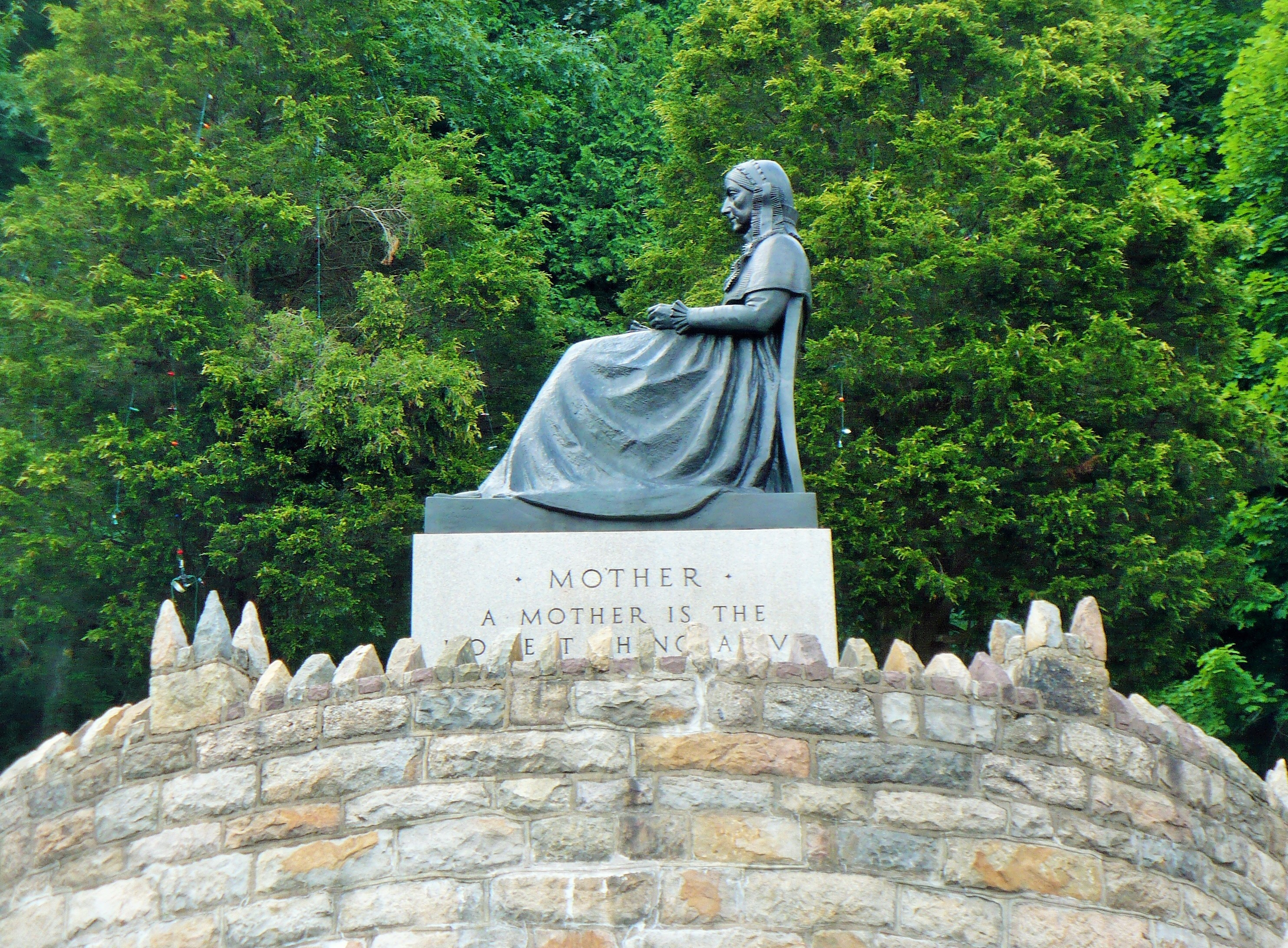
Das Mothers' Memorial

Eine andere Sehenswürdigkeit Ashlands ist das am 4. September 1938 eingeweihte „Mothers' Memorial“ („Mütterdenkmal“) am Nordende von Hoffmann Boulevard im Ostteil der Stadt. Die etwa 2,20 m hohe bronzene Statue, liebevoll auch „Mom-ument“ genannt, ist dem bekannten Gemälde „An Arrangement in Grey and Black No. 1“, gemeinhin bekannt als „Whistler's Mother“ (deutsch: „Whistlers Mutter“), von James Abbott McNeill Whistler nachempfunden. Sie wurde 1936 von der Ashland Boys Association, der Vereinigung aus Ashland stammender und auf Arbeitssuche weggezogener Männer, in Auftrag gegeben und ehrt alle Mütter der USA. Das 3 Tonnen schwere Podest aus Granit, die Treppen und der kleine Park wurden von der Works Progress Administration (WPA) errichtet. Die 820 kg schwere Statue selbst wurde von dem deutsch-amerikanischen Bildhauer Emil Siebern entworfen und von dem österreichisch-amerikanischen Bildhauer Julius C. Loester ausgeführt.

## Persönlichkeiten
- Janet Asimov (* 1926 in Ashland; † 25. Februar 2019 in New York City), US-amerikanische Science-Fiction-Autorin und Psychoanalytikerin
- Denis Joseph Dougherty (* 1865 in Ashland; † 1951 in Philadelphia), Erzbischof von Philadelphia
- Alfred Buckwalter Garner (* 1873 in Ashland; † 1930 in Harrisburg),  US-amerikanischer Politiker, 1909–1911 republikanischer Abgeordneter für Pennsylvania im US-Repräsentantenhaus
- Robert Douglas Heaton (* 1873 in Raven Run; † 1933 in Ashland), US-amerikanischer Politiker, 1915–1919 republikanischer Abgeordneter für Pennsylvania im US-Repräsentantenhaus
- George Robert Patterson (* 1863 in Lewistown; † 1906 in Washington, D.C.), US-amerikanischer Politiker, 1901–1906 republikanischer Abgeordneter für Pennsylvania im US-Repräsentantenhaus, ab 1886 Getreidehändler in Ashland
- Edmund W. Samuel (* 1857 in Blaenavon, Wales; † 1930 in Mount Carmel, Pennsylvania), 1905–1907 republikanischer Abgeordneter für Pennsylvania im US-Repräsentantenhaus, kam als Zweijähriger mit seinen Eltern nach Ashland
- Emil Seidel (* 1864 in Ashland; † 1947 in Milwaukee), 1910–1912 Bürgermeister von Milwaukee, erster sozialistischer Bürgermeister einer bedeutenden US-amerikanischen Großstadt
- William J. Waltersheid (* 1956 in Ashland), Weihbischof in Pittsburgh